# Brenda Elsey
Brenda Elsey es una historiadora estadounidense conocida por investigar sobre el rol que ha tenido el fútbol, la política y los roles de género dentro la Historia Contemporánea de América Latina. Desde 2008, ha sido codirectora del programa de Estudios de América Latina y el Caribe en la Universidad Hofstra. Igualmente, allí dirigió el programa de Estudios de la Mujer de 2009 a 2013.
Ganó el Premio Stessin a la mejor publicación de la facultad en Hofstra. Por otro lado, ha escrito sobre deporte y justicia social en publicaciones de divulgación como «The New Republic», «The Allrounder» o «Sport's Illustrated». Asimismo, junto con académicas como Shireen Ahmed, es coanfitriona del podcast semanal Burn It All Down, el primer podcast deportivo feminista que analiza la cultura deportiva desde una perspectiva interseccional.
Entre sus investigaciones, Elsey se ha destacado por estudiar la política chilena del siglo XX desde los equipos de fútbol amateur y profesionales como asociaciones cívicas. Su primer libro al respecto fue Citizens and Sportsmen: Fútbol and Politics in Twentieth-Century Chile (2011), cuya temporalidad abarca desde 1893 hasta el Golpe de Estado de 1973.

## Obras

### Libros
- Citizens and Sportsmen: Fútbol and Politics in Twentieth-Century Chile. University of Texas; 2011.
- Bad Ambassadors: A History of the Pan-American Games of the 1950s, International Journal of Sport History.
- As the World is My Witness: Popular Culture and the Chilean Solidarity Movement, 1974−1987, University of Wisconsin Press in Topographies of Transnationalism; 2013.
- Breaking the Machine: The Politics of South American Football, University of California Press in Global Latin America; 2016.
- Football and the boundaries of History. Palgrave Macmillan, 2017, 466 pages
- Futbolera: Historia de la mujer y el deporte en América Latina. Co-produced with Joshua Mabel; 2019.

### Artículos
- Sport, Gender, and Politics in Latin America, Oxford University’s Sport in History; 2014
- Football at the “end” of the World: the 1962 World Cup in Chile, in Kay Schiller and Stefan Rinke’s Histories of the World Cup; Göttingen, Wallstein, 2014.